# Ian Smith (rugbista)
Ian Scott Smith (Melbourne, 31 de octubre de 1903 – 18 de septiembre de 1972) fue un abogado, militar y rugbista británico que se desempeñó como wing. Fue internacional con el XV del Cardo de 1924 a 1933.
Por 54 años tuvo el récord como el máximo anotador de tries internacionales, cuando fue superado en 1987 por el australiano David Campese. Smith marcó todos sus tries en el actual Torneo de las Seis Naciones y su récord fue superado por Brian O'Driscoll recién 78 años después, durante la edición 2011. Y además se mantuvo durante 88 años como máximo «tryman» escocés, cuando Stuart Hogg lo superó recién en 2021.

## Biografía
Sus padres eran escoceses de la región de los Scottish Borders, él nació en la ciudad australiana de Melbourne y se crio en Nueva Zelanda. La familia regresó al Reino Unido, Ian se educó en el prestigioso Winchester College y luego en la Universidad de Oxford, donde estudió contabilidad.
En 1925 ingresó a la Universidad de Edimburgo y allí se recibió de abogado. Durante la Segunda Guerra Mundial se unió al Ejército británico, no combatió y sirvió como oficial en el Royal Army Ordnance Corps. Después de la guerra vivió en el opulento pueblo de Kelso, hasta su muerte a los 68 años.

## Carrera
Mientras estudiaba en Oxford, Phil Macpherson lo convenció de jugar al rugby y se unió al equipo universitario. Anotó dos tries en la victoria de The Varsity Match de 1923.
En 1924 fue invitado a jugar para los Barbarians en su homenaje a Edgar Mobbs y anotó uno try para ganar 15–3. En total jugó seis partidos para aquel equipo, todos ese mismo año.

### Leones
En 1924 el galés Harry Packer lo seleccionó a los Leones Británicos e Irlandeses, recién este año recibieron el apodo de «Leones», para realizar una gira por la Unión Sudafricana. Allí fue compañero del galés Rowe Harding, quien años después consideró a Smith como «el mejor wing de todos los tiempos».

## Selección nacional
Fue convocado por vez primera para el Torneo de las Cinco Naciones 1924 y anotó tres intentos en su debut ante Gales; una victoria 35-10. Jugó contra Irlanda y ante Inglaterra, aunque no pudo volver a marcar.
En la edición 1925 jugó todos los partidos, a Francia le anotó cuatro tries para la victoria 25–4. La hazaña se repitió contra los Dragones rojos, triunfo 24–14 y no marcó ante el Trébol, pero Escocia ganó 14–8. El último partido fue en el Estadio Murrayfield, el primero en dicho recinto y fue visto por más de 70.000 espectadores. El Cardo triunfó 14–11 para quedar invicto y reclamar su primer Grand Slam. Los ocho tries de Smith en un solo campeonato igualaron el récord de Cyril Lowe, establecido en el Cinco Naciones 1914 y vigente hasta hoy.
Jugó las cuatro pruebas del Cinco Naciones 1926 y anotó sus únicos dos tries contra la Rosa en Twickenham. Disputó tres partidos en la edición 1927 y marcó cuatro tries, dos ante Les Bleus y dos frente a Inglaterra. No jugó el torneo 1928, pero si el campeonato 1929 y Escocia volvió a ganar; jugó todas las pruebas y apoyó tres tries, un doblete contra la Rosa.

### Años 1930
En el Torneo de las Cinco Naciones 1930 jugó tres partidos, se perdió la victoria sobre Inglaterra y no anotó ningún try. Jugó las cuatro pruebas del campeonato 1931 y anotó sus únicos tries contra la Rosa. Esta fue la cuarta vez que anotó dos intentos en un partido contra Inglaterra.
En enero de 1932 jugó contra los Springboks, fue una derrota 6–3. Ese año Francia fue expulsada del Cinco Naciones debido a acusaciones de profesionalismo y las demás naciones volvieron a competir solas entre sí. Jugó los tres partidos del Cuatro Naciones y anotó solo una vez, contra Inglaterra.
Para el Torneo de las Cuatro Naciones 1933 fue nombrado capitán. Debido a su experiencia en el fútbol, su compañero de equipo James Henderson dijo de Smith:

«Era genial, por supuesto, 'The Flying Scotsman', pero cuando fue nuestro capitán en el éxito de la Triple Corona de 1933, nunca tuvimos conversaciones de equipo antes del partido. Él simplemente nos decía que siguiéramos adelante; No había grandes planes ni nada, porque no sabía mucho sobre el juego».

Jugó en los tres partidos durante el campeonato y anotó un try contra Gales. En su última prueba, jugada contra Irlanda después de que el partido fuera cancelado debido a una tormenta de nieve, Escocia ganó el partido 8–6 y se consagró campeón, además de obtener la Triple Corona.

## Legado
Con sus 24 tries para Escocia, comparte el récord con Tony Stanger y todavía figura entre los máximos anotadores de su selección. Smith compartió gran parte de su carrera con Phil Macpherson, 21 de sus tries los marcó jugando con él y cuando anotó los cuatro ante Francia en 1925; Macpherson contribuyó directamente a todos ellos.
En 2013 fue incluido en el segundo grupo de miembros del Salón de la Fama del Rugby Escocés.
El escritor de rugby Richard Bath escribió sobre él:

Miembro del famoso cuarteto de Oxford formado por Wallace, Aitken, Macpherson y Smith, el ágil wing nacido en Australia dejó su huella como miembro integral de los equipos destacados de los años 1920, que ganaron el Grand Slam en 1925, el año en que anotó ocho tries en los dos primeros partidos internacionales de la temporada contra Francia y Gales.

### Palmarés
- Campeón del Torneo de las Seis Naciones de 1925, 1929 y 1933.